# Kärngölsområdets naturreservat
Kärngölsområdet är ett naturreservat i Uppvidinge kommun i Kronobergs län.
Området är skyddat sedan år 2000 och omfattar 130 hektar. Det är beläget 3 km sydväst om Sävsjöström och består främst av barrskog och våtmarker.
Syftet med reservatet är att bevara ett område med urskogsartade barrskogsklädda moränkullar med berg i dagen i mosaik med våtmarker, tallsumpskogar och gölar. I reservatet ligger sjön Aborrgölen.